# Hídfő

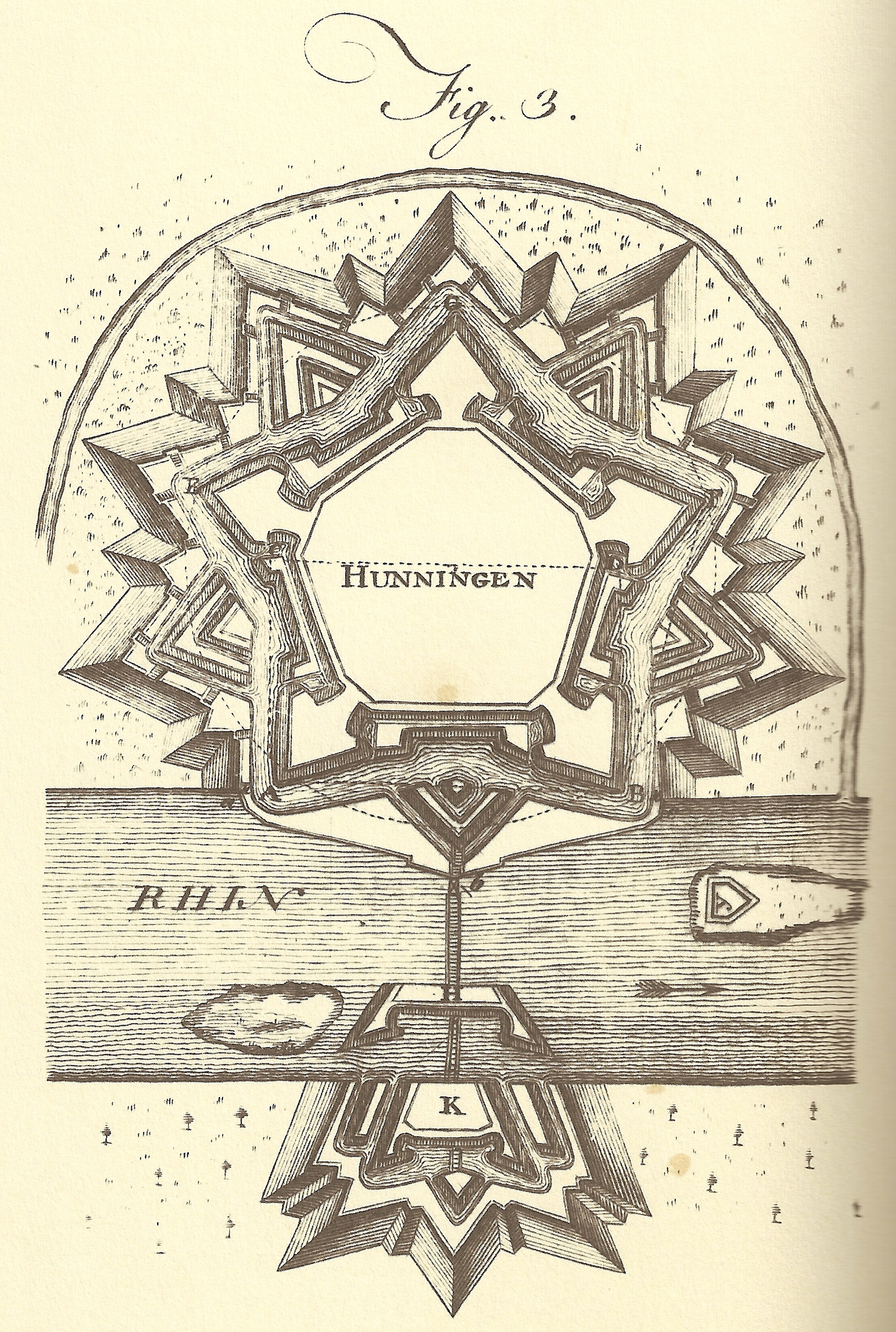
Huningue erődje hídfővel és a Rajnán átívelő híddal

A hídfő olyan stratégiai védőpontot jelent, melynek feladata a katonai erők folyami átkelésének, partraszállásának biztosítása. Egyes esetekben olyan, folyóhoz nem kapcsolódó, katonailag megerősített területekre is alkalmazzák ezt a kifejezést, ahonnan támadást lehet indítani és tovább lehet terjeszkedni.

## A kifejezés etimológiája
A hídfő kifejezés először a francia nyelvterületen jelent meg, tête de pont néven, az érett középkorban. Az ágyúk feltalálása előtt egy olyan erődítményt jelentett, melyet egy híd bejáratához emeltek, és ahonnan a hidat ellenséges támadás esetén védeni lehetett. 
Az ágyúk megjelenését és elterjedését követően a hídfő kifejezést a hídtól bizonyos távolságra található erődítményre használták, ahonnan a hidat és a védelmére felvonuló katonai csapatokat is védeni lehetett. A hadászat fejlődésével a hídfők is átalakultak, nagy és jól kiépített erődökké válva, a modern tüzérségi fegyverek és lőfegyverek megjelenése után azonban ezt az erődített jellegüket elvesztették, a 20. századi hadviselésben már olyan, hidak mentén kiépített állásokra használták a kifejezést, amelyeket jelentős tűzerő védett az ellenséges csapatokkal szemben.  
A kortárs katonai szakirodalom időnként hídfőnek nevez olyan katonailag megerősített területeket is, amely benyúl az ellenséges zónába, támadást lehet róla indítani és tovább lehet róla terjeszkedni.